# 防災拠点
防災拠点（ぼうさいきょてん）とは、災害時に防災活動の拠点となる施設や場所のこと。平常時には防災講習・訓練や地域住民の憩いの場として活用される。

## 定義
日本の防災体制における防災拠点の位置づけは、各自治体が個別に策定する地域防災計画において地域の状況に合わせて定義されるため、その役割や機能は一律ではない。広義には避難地や防災倉庫、救援物資集積所、応急復旧活動の拠点、防災活動の本部施設まで包括する概念だが、狭義には防災活動拠点（本部施設や応急復旧活動の拠点）を意味する場合が多い。

## 防災拠点の種類
消防庁は防災拠点の役割と規模に応じて以下のような分類例を示している。
コミュニティ防災拠点
地域住民の自主防災活動や緊急避難地に活用する。町内会等の単位で設置。
地域防災拠点
市町村等の現地活動拠点、短中期の避難地、コミュニティ防災拠点の補完機能など。おおむね小中学校区単位で設置。
広域防災拠点
広域応援のベースキャンプや緊急物資流通の配給基地など。都道府県の管轄区域に1ないし数箇所設置。
この分類において面積や設備などの具体的な基準は示されていないが、防災公園街区整備事業の対象となる防災拠点の面積用件としては、地域防災拠点はおおむね10ha以上、広域防災公園はおおむね50ha以上とされている。

## 広域防災拠点
都道府県などの自治体の管轄区域を越えた広域に渡る応急復旧活動の展開拠点、あるいは救援物資の中継拠点となる施設である。消防庁が広域防災拠点の機能の例として挙げている項目は以下の通り。
災害時の機能
1. 災害対策本部またはその補完機能
2. 広域支援部隊等の活動要員の一時集結・ベースキャンプ機能
3. 災害医療活動の支援機能
4. 備蓄物資の効果的供給機能
5. 救援物資の中継・分配機能
6. 海外からの救援物資の受け入れ機能

平常時の機能
1. 広域支援部隊等の研修・訓練機能
2. 防災に関する市民等への教育・育成機能
3. 防災研究開発機能

## 基幹的広域防災拠点
都道府県単位では対応不可能な広域かつ甚大な災害に対して、国と地方自治体が協力して応急復旧活動を展開するための広域防災拠点である。首都圏と京阪神圏においては、政府（都市再生本部）の都市再生プロジェクト第1次決定（2001年6月14日付）に基づき、国（国土交通省）が事業主体となって整備が進められている。また、名古屋圏においても、これに相当する中核的広域防災拠点の整備が計画されている。
基幹的広域防災拠点の整備に当たっては、広域防災拠点の機能に加えて、合同現地対策本部を設置するオペレーションルーム、中央防災無線網など多重系の防災通信施設、要員・物資輸送のためのヘリポート、救援物資の中継輸送や広域支援部隊のベースキャンプ用の広大な用地などの確保が必要となる。

### 首都圏
- 東京湾臨海部基幹的広域防災拠点
  - （有明の丘地区） -  東京臨海広域防災公園 （東京都江東区）
  - （東扇島地区） - 東扇島東公園 （神奈川県川崎市）

### 京阪神都市圏
神戸地区
- （高次支援機能） - 三木総合防災公園 （兵庫県三木市）

大阪地区
- （司令塔機能） - 大阪合同庁舎第４号館（暫定施設）
- （高次支援機能） - 堺泉北港堺2区基幹的広域防災拠点 （大阪府泉大津市）

京阪奈地区
- （高次支援機能） - 山城総合運動公園 （京都府宇治市）

### 名古屋圏
- （名古屋空港周辺）
- （名古屋港周辺）